# Oenanthe amoena
Oenanthe amoena är en flockblommig växtart som beskrevs av Johann Georg Christian Lehmann och Robert Sweet. Oenanthe amoena ingår i släktet stäkror, och familjen flockblommiga växter. Inga underarter finns listade i Catalogue of Life.